# Роки по тому
«Роки по тому»(кор. 천년학) — кінофільм режисера Ім Квон Тхека, що вийшов на екрани у 2007 році.

## Зміст
Дон Хо і Сон Хва — названі брат і сестра, пасинок і падчерка мандрівного співака Ю Бона. Дон Хо закоханий в Сон Хва, але доля дівчини вирішена — вітчим уперто хоче зробити її великою співачкою стилю пхансорі. Дон Хо вирішує жити своїм життям і одружитися з іншою, але не може забути свою справжню любов.

## Ролі
| Актор       | Роль |
| ----------- | ---- |
| Чо Че Хьон  | -    |
| О Чон Хе    | -    |
| О Син Ин    | -    |
| Рю Син Рьон | -    |
| Ко Су Хї    | -    |

## Знімальна група
- Режисер — Ім Квон Тхек
- Сценарист — Ім Квон Тхек, Лі Чхон Джун
- Продюсер — Кім Чон Вон
- Композитор — Куніхіко Ріо